# Thomas Bjørn
Thomas Bjørn, né le 18 février 1971 à Silkeborg, est un golfeur danois.

## Biographie
Cinq fois classé dans les dix premiers de l'ordre du Mérite européen, il connait ses meilleurs résultats sur les tournois du Grand Chelem en 2003 lors du British Open de golf lorsqu'il est encore en tête à 4 trous de la fin, tournoi qui est finalement remporté par Ben Curtis. Puis, en 2005, il finit second de Phil Mickelson lors de l'USPGA, place qu'il partage avec Steve Elkington.
Sa régularité sur le circuit européen lui permet d'obtenir deux fois une sélection dans l'équipe européenne de Ryder Cup, en 1997 et 2002.
En 2009, il est le capitaine de l'équipe d'Europe continentale qui perd sur le score de 16 ½ à 11 ½ face à la Grande-Bretagne et l'Irlande lors de la première édition du Vivendi Trophy, compétition qui prend la suite du Seve Trophy.
Thomas Bjørn sera nommé au poste de capitaine européen pour la Ryder Cup de 2018, qui se disputera au Golf National de Paris, en France, du 28 au 30 septembre 2018. C'est la première fois qu'un danois sera amené à diriger l'équipe européenne de Ryder Cup. Auparavant, Bjorn a été vice-capitaine à quatre occasions. Il a appris auprès de Langer, Montgomerie, Olazabal et Clarke.
Choix logique pour le comité de sélection, il aura la lourde tâche de reconstruire une équipe capable de rivaliser avec les États-Unis.

## Palmarès

### Circuit Européen

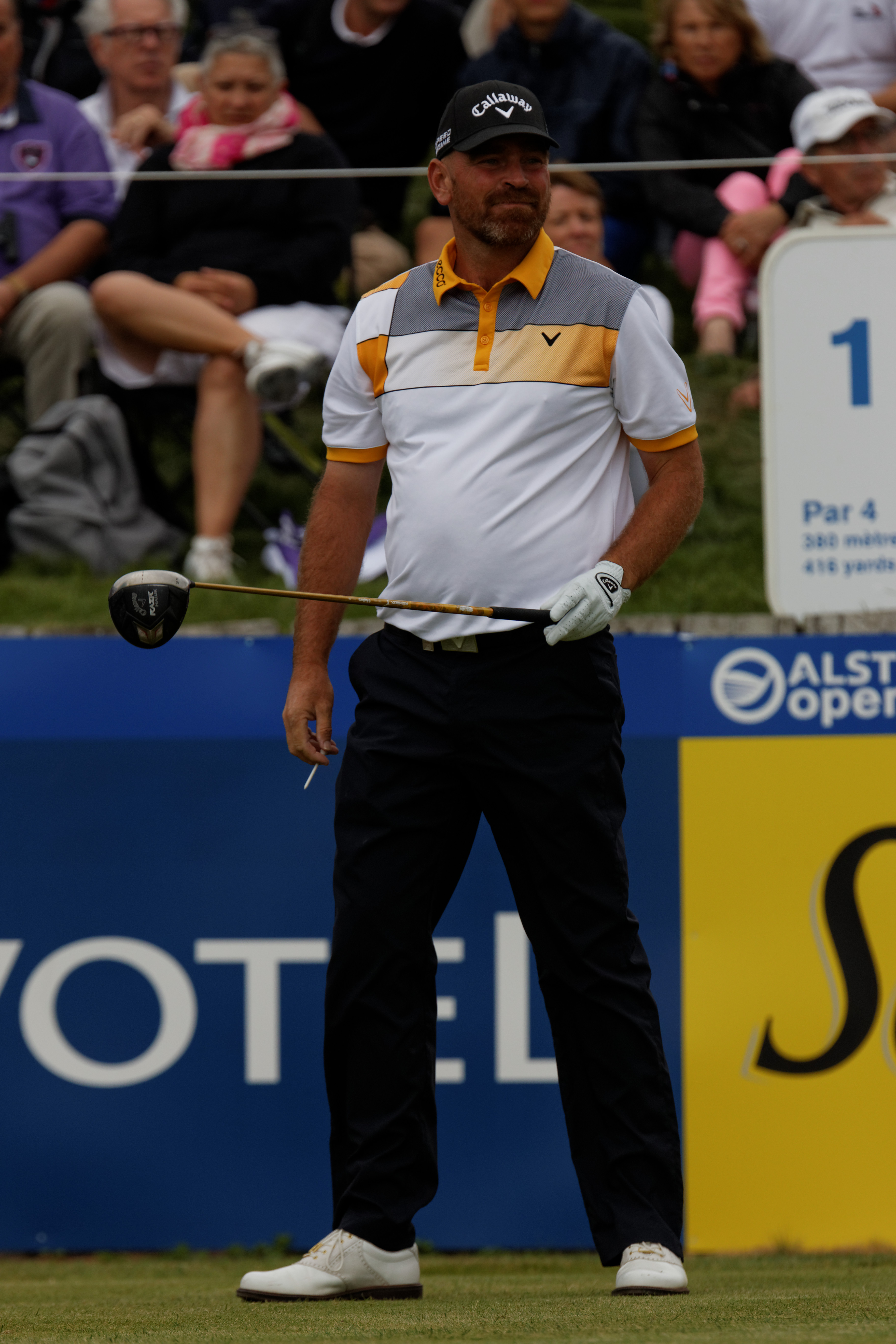
Thomas Björn en 2014.

Thomas Björn compte 15 victoires sur le circuit européen.
- 1996 : Loch Lomond World Invitational
- 1998 : Peugeot Open de Espana, Heineken Classic
- 1999 : The Sarazen World Open
- 2000 : BMW International Open
- 2001 : Dubai Desert Classic
- 2002 : BMW International Open
- 2005 : Daily Telegraph Dunlop Masters
- 2006 : Nissan Irish Open
- 2010 : Open du Portugal
- 2011 : Qatar Masters, Johnnie Walker Championship at Gleneagles, Omega European Masters
- 2013 : Omega European Masters
- 2014 : Nedbank Golf Challenge

### autres victoires
- 1995 Coca-Cola Open, C*Esbjerg Danish Closed, Interlaken Open, Himmerland Open (Challenge Tour)
- 1999 Dunlop Phoenix Tournament
- 2003 Dunlop Phoenix Tournament

### Compétitions par équipes
- World Cup: 1996, 1997, 2001
- Seve Trophy: 2000 (vainqueur), 2002, 2003, 2005
- Ryder Cup (Europe): 1997, 2002, 2014, 2018 (capitaine)